# Chrysocraspeda flavisparsa
Chrysocraspeda flavisparsa är en fjärilsart som beskrevs av Louis Beethoven Prout 1916. Chrysocraspeda flavisparsa ingår i släktet Chrysocraspeda och familjen mätare. Inga underarter finns listade i Catalogue of Life.